# الدرادري (ذي السفال)

تعديل مصدري - تعديل

الدرادري محلة تابعة لقرية فجرات، التابعة لعزلة ريده ورياد بمديرية ذي السفال إحدى مديريات محافظة إب في الجمهورية اليمنية، بلغ تعداد سكانها 31 حسب تعداد اليمن لعام 2004.